# Joseph Franz von Colloredo-Mansfeld
Joseph Franz Hieronymus von Colloredo-Mansfeld (Vienna, 26 febbraio 1813 – Vienna, 22 aprile 1895) è stato un militare, politico e nobile austriaco.

## Biografia
Joseph Franz era figlio del politico austriaco Ferdinand von Colloredo-Mansfeld e di sua moglie, Marie Margarethe von Ziegler. Suo prozio era l'arcivescovo di Salisburgo, Hieronymus von Colloredo, datore di lavoro di Mozart, il quale morì nel 1812 e per questo tra i suoi nomi di battesimo venne aggiunto anche quello di Hieronymus.
Ispirato dallo zio Hieronymus e dal fratello di questi, suo cugino Franz de Paula Gundaker, decise di intraprendere la carriera militare arruolandosi nell'esercito imperiale e giungendo sino al grado di maggiore.
Nel 1852 ereditò dal cugino Franz de Paula Gundaker il titolo di principe e le terre ad esso annesse, dal momento che questi era deceduto prematuramente e senza eredi maschi. Decise da quel momento di abbandonare la carriera militare per dedicarsi all'amministrazione delle terre ricevute e dal 1861 intraprese anche la carriera politica. Dal 1861 e sino al 1867 fu Landmarschall del Landtag della Bassa Austria, e dal 1867 fu membro del Landtag della Boemia, ricoprendo l'incarico di presidente della medesima istituzione dal 1868 al 1869. Il principe di Colloredo-Mansfeld fu tra i più fervidi sostenitori e membri influenti del partito costituzionalista.
Dal 1852 al 1859, fu l'ultimo gran priore ereditario dell’Ordine di Santo Stefano di Toscana per la Lunigiana.
Interessato alle scienze, intrattenne una corrispondenza con Charles Darwin, supportandolo nelle sue scoperte.
Morì a Vienna nel 1895 e venne succeduto nei suoi titoli e nei suoi possedimenti da suo nipote, Joseph Hieronymus, in quanto suo figlio primogenito Hieronymus gli era premorto nel 1881.

## Matrimonio e figli
Il 27 maggio 1841, Joseph Franz von Colloredo-Mansfeld sposò Maria Teresa von Lebzeltern, figlia di Karl Alfred von Lebzelten e di sua moglie Maria Magdalena von Ockel. Da questo matrimonio nacquero i seguenti eredi:
- Hieronymus Ferdinand Rudolf (1842 - 1881), politico in Boemia e ministro dell'agricoltura nel gabinetto von Auersperg; sposò la contessa Aglaë Festetics von Tolna e fu padre di Joseph Hieronymus, VI principe di Colloredo-Mansfeld
- Caroline Wilhelmine (1844-1916), sposò il conte Josef von Gudenus
- Ida Magdalena Sophia (1845-1914), sposò il conte Leopold von Gudenus
- Franz de Paula Ferdinand Gundaker (1847-1925), sposò in prime nozze la baronessa Maria Lexa von Aehrenthal; sposò in seconde nozze la baronessa Elisabeth Lexa von Aehrenthal

## Ascendenza
|                                                |   |                                         | Genitori                        |  |  | Nonni |  |  | Bisnonni                             |  |  | Trisnonni                        |  |
|                                                |   |                                         |                                 |  |  |       |  |  | Rudolph Joseph von Colloredo-Waldsee |  |  | Hieronymus von Colloredo-Waldsee |  |
|                                                |   |                                         |                                 |  |  |       |  |  | Rudolph Joseph von Colloredo-Waldsee |  |  | Hieronymus von Colloredo-Waldsee |  |
|                                                |   | Felicita Kinsky von Wchinitz und Tettau |                                 |  |  |       |  |  | Rudolph Joseph von Colloredo-Waldsee |  |  |                                  |  |
| Franz de Paula Gundaker von Colloredo-Mansfeld |   |                                         |                                 |  |  |       |  |  | Rudolph Joseph von Colloredo-Waldsee |  |  |                                  |  |
|                                                |   | Maria Gabriella von Starhemberg         | Gundakar Thomas von Starhemberg |  |  |       |  |  |                                      |  |  |                                  |  |
|                                                |   | Maria Gabriella von Starhemberg         | Gundakar Thomas von Starhemberg |  |  |       |  |  |                                      |  |  |                                  |  |
|                                                |   | Maria Gabriella von Starhemberg         | Maria Josepha Joerger zu Tollet |  |  |       |  |  |                                      |  |  |                                  |  |
| Ferdinand von Colloredo-Mansfeld               |   | Maria Gabriella von Starhemberg         |                                 |  |  |       |  |  |                                      |  |  |                                  |  |
|                                                |   | Heinrich Franz von Mansfeld             | Bruno von Mansfeld              |  |  |       |  |  |                                      |  |  |                                  |  |
|                                                |   | Heinrich Franz von Mansfeld             | Bruno von Mansfeld              |  |  |       |  |  |                                      |  |  |                                  |  |
|                                                |   | Heinrich Franz von Mansfeld             | Maria Magdalena von Toerring    |  |  |       |  |  |                                      |  |  |                                  |  |
| Maria Isabella von Mansfeld                    |   | Heinrich Franz von Mansfeld             |                                 |  |  |       |  |  |                                      |  |  |                                  |  |
|                                                |   | Marie Louise d'Aspremont                | Charles d'Aspremont             |  |  |       |  |  |                                      |  |  |                                  |  |
|                                                |   | Marie Louise d'Aspremont                | Charles d'Aspremont             |  |  |       |  |  |                                      |  |  |                                  |  |
|                                                |   | Marie Louise d'Aspremont                | Marie Françoise de Mailly       |  |  |       |  |  |                                      |  |  |                                  |  |
| Joseph Franz von Colloredo-Mansfeld            |   | Marie Louise d'Aspremont                |                                 |  |  |       |  |  |                                      |  |  |                                  |  |
|                                                | … | …                                       |                                 |  |  |       |  |  |                                      |  |  |                                  |  |
|                                                | … | …                                       |                                 |  |  |       |  |  |                                      |  |  |                                  |  |
|                                                | … | …                                       |                                 |  |  |       |  |  |                                      |  |  |                                  |  |
| Ludwig Anton von Ziegler                       | … |                                         |                                 |  |  |       |  |  |                                      |  |  |                                  |  |
|                                                |   | …                                       | …                               |  |  |       |  |  |                                      |  |  |                                  |  |
|                                                |   | …                                       | …                               |  |  |       |  |  |                                      |  |  |                                  |  |
|                                                |   | …                                       | …                               |  |  |       |  |  |                                      |  |  |                                  |  |
| Marie Margarethe von Ziegler                   |   | …                                       |                                 |  |  |       |  |  |                                      |  |  |                                  |  |
|                                                |   | …                                       | …                               |  |  |       |  |  |                                      |  |  |                                  |  |
|                                                |   | …                                       | …                               |  |  |       |  |  |                                      |  |  |                                  |  |
|                                                |   | …                                       | …                               |  |  |       |  |  |                                      |  |  |                                  |  |
| Judith Rohr                                    |   | …                                       |                                 |  |  |       |  |  |                                      |  |  |                                  |  |
|                                                |   | …                                       | …                               |  |  |       |  |  |                                      |  |  |                                  |  |
|                                                |   | …                                       | …                               |  |  |       |  |  |                                      |  |  |                                  |  |
|                                                |   | …                                       | …                               |  |  |       |  |  |                                      |  |  |                                  |  |
|                                                |   | …                                       |                                 |  |  |       |  |  |                                      |  |  |                                  |  |